# Zbigniew Wojtczak
Zbigniew Stanisław Wojtczak (ur. 9 listopada 1925 w Grudziądzu, zm. 20 czerwca 2015 w Toruniu) – polski chemik, profesor chemii fizycznej i fizykochemii polimerów i związków wielkocząsteczkowych.

## Życiorys
W 1939 roku ukończył Gimnazjum i Liceum im. Kopernika w Toruniu. W czasie okupacji w latach 1942-1944 pracował jako robotnik drogowy. Za przynależność do Armii Krajowej otrzymał wyrok pięciu lat więzienia, które spędził w Toruniu i we Wronkach. Maturę zdał eksternistycznie w roku 1947. Następnie podjął studia chemiczne na Uniwersytecie Mikołaja Kopernika w Toruniu, które ukończył w roku 1952. Dziewięć lat później uzyskał stopień doktora za pracę pt. Wzajemne oddziaływanie polieletrolitu ujemnego (kwasu polimetakrylowego) i kationów metali ziem alkalicznych w roztworach rozcieńczonych. Rozprawę habilitacyjną zatytułowaną Wpływ środowiska na konformacje cząsteczek różnych polikwasów obronił w 1971 roku. Tytuł profesora uzyskał w 1989 roku.
Od 1958 roku był członkiem PTCh, a od 1974 Towarzystwa Naukowego w Toruniu. Odbywał staż naukowy w Centre de Recherches sur les Macromolecules w Strasburgu (1967-1968). Od 1976 był kierownikiem Zakładu Chemii Ogólnej. W 1996 roku przeszedł na emeryturę.
Jego syn, Andrzej Wojtczak również jest pracownikiem naukowym – pełnił funkcję prodziekana ds. nauki Wydziału Chemii UMK.

## Odznaczenia
- Nagroda Ministerstwa Nauki, Szkolnictwa Wyższego i Techniki (1965)
- Medal Komisji Edukacji Narodowej (1976)